# Frances H. Arnold
Frances Hamilton Arnold (n. 25 iulie 1956, Pittsburgh, Pennsylvania, SUA) este o ingineră chimistă americană, laureată a Premiului Nobel pentru Chimie 2018 pentru lucrări legate de ingineria enzimelor.
A absolvit inginerie aerospațială în 1979 și doctorat în inginerie biochimică în 1985.
Este profesor de inginerie chimică, bioinginerie și biochimie la Caltech.